# Assedio di Sawayama
La battaglia del castello di Sawayama (佐和山城の戦い?, Sawayama-jo no tatakai) avvenne nell'ottobre 1600 in seguito alla sconfitta della coalizione occidentale nella campagna di Sekigahara.
Due giorni dopo la vittoria Tokugawa a Sekigahara un grande contingente orientale guidato da Kobayakawa Hideaki assaltò il castello di Sawayama, casa di Ishida Mitsunari. La piccola guarnigione lottò con coraggio ma venne sconfitta dopo il tradimento di Hasegawa Moritomo e di altri samurai del castello. Tutti i parenti di Mitsunari morirono durante la battaglia o commisero seppuku.